# Klaus Baranenko

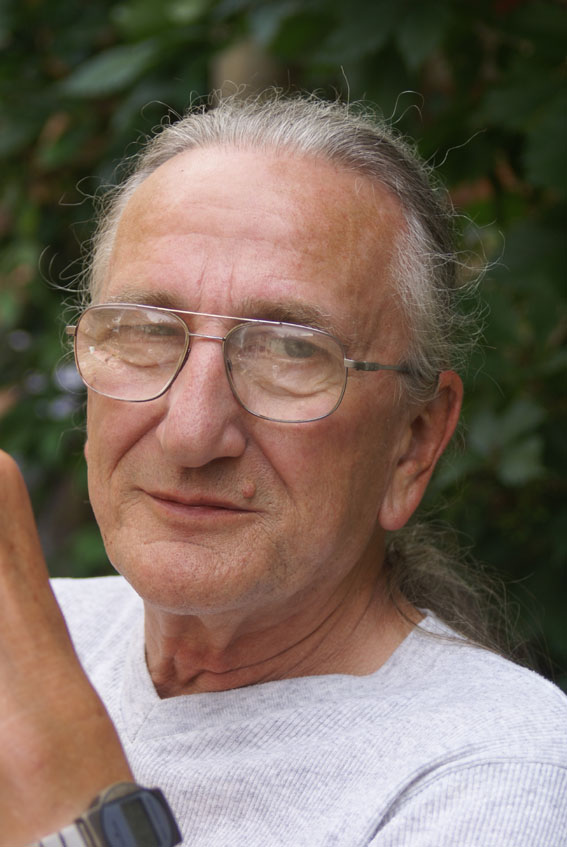
Klaus Baranenko, 2007

Klaus Baranenko (* 24. Februar 1941 in Worms; † 27. Februar 2011 ebenda) war ein deutscher Fotograf.

## Leben und Werk
Baranenkos aus der Ukraine stammender Vater blieb nach dem Ersten Weltkrieg in Deutschland und heiratete Sophie Schäfer. Klaus Baranenko besuchte von 1959 bis 1961 die Staatliche Werkkunstschule Mainz. Er verdiente seinen Lebensunterhalt in der Verwaltung der Defense Commissary Agency der United States Army, bis er sich als freier Fotograf selbstständig machte.
In der Fotografie war er Autodidakt. Der Schwerpunkt seiner Arbeit lag in Worms und Rheinhessen. Er illustrierte Bücher und war als Objektfotograf für Industrie und Künstler tätig. Er arbeitete für den Meininger Verlag, in dessen Auftrag er in Weingütern in Europa und Tunesien fotografierte, sowie u. a. für die Rheinhessen Touristik und schließlich für den Kunstverlag Josef Fink.
Im Jahr 2005 heiratete er die Archäologin und Museumsdirektorin Mathilde Grünewald. Am 16. Mai 2009 erlitt er einen schweren Herzinfarkt.
Sein Grab befindet sich auf dem Hauptfriedhof Hochheimer Höhe in Worms, an der Mauer zur Eckenbertstraße. Der Entwurf des Grabsteins stammt von dem Wormser Künstler Klaus Krier und wurde von der Bildhauerin Edith Schwarz in rötlichem Sandstein umgesetzt.
Sein fotografischer Nachlass wurde der Bildagentur des Landeshauptarchivs Koblenz übergeben. Eine Auswahl seiner Fotografien ist auf der Website von Mathilde Grünewald zu finden.

## Veröffentlichungen
- Fritz Reuter: Worms, fotografiert von Klaus Baranenko. Worms 1985, ISBN 3-925518-02-9.
- Fritz Reuter: Worms und der Wonnegau. Worms 1987, ISBN 3-925518-04-5.
- Hans-Jörg Koch, Fritz Reuter: Hügelland und Wonnegau. Der Landkreis Alzey-Worms. Worms 1992 und 2. aktualisierte Auflage Hamm 2003, ISBN 3-925518-07-X.
- Klaus Baranenko: Bilder einer Landschaft. Alsheim, Eich, Gimbsheim, Hamm, Mettenheim. Hamm 1994.
- Klaus Baranenko: Osthofener Bilderbogen. Hamm 1995.
- Wo einst Arbeit war: Die Lederwerke Cornelius Heyl AG in Worms. Ein Nachruf, fotografiert von Klaus Baranenko, beschrieben von Wolfgang Bickel und Irene Spille. Worms 1998.
- Kunstreiseführer Rheinhessen, 4. Auflage 2010.
- Mathilde Grünewald, Klaus Baranenko: NibelungenKochbuch. Lindenberg 2006, ISBN 978-3-89870-281-2.
- Hans Borchardt, Thomas Vogel: Schatzkästlein St. Ulrich in Pfuhl. Lindenberg 2008, ISBN 978-3-89870-430-4.
- Festschrift 250 Jahre Jesuitenkirche Heidelberg. Lindenberg 2009, ISBN 978-3-89870-525-7.
- Klaus Krier: Kunstschaffen von 1958–2010. Worms 2010.
- Schmausende Domherren oder wie Politik auf den Tisch kommt. Mainzer Menüs 1545 und 1546, erzählt und aufgetischt von Mathilde Grünewald mit Fotos von Klaus Baranenko. Lindenberg 2012, ISBN 978-3-89870-776-3.